# Javor
Javor (lat. Acer) je rod do 35 metara visokog šumskog drveća srednje, zapadne i južne Europe, Kavkaza i sjevernog dijela Male Azije. Dolazi uglavnom u planinskim područjima. Krošnja mu je široko zaobljena. Deblo može doseći i debljinu preko 1 metar, obično je kratko i obraslo crvenkasto smeđom korom koja se ljušti pločasto.
Šiboliki izbojci redovno su maslinasto smeđi s brojnim svijetlim lenticelama. Pupovi su dosta krupni, svjetlozeleni, pokriveni trbušasto izbočenim, zaobljenim ljuskama. 	
Listovi su 8-16 cm dugi i isto toliko široki, petolapi, odozgo tamnozeleni, odozdo nešto svjetliji. Palistići su kratkotrajni, jezičasti, svjetlozeleni. Lapovi su zaobljeno trokutasti, grubo, ali dosta jednoliko nazubljeni. Peteljka je zelena, katkad crvena, duga kao plojka ili još duža.
Cvjetovi su žućkastozeleni, u kratkim visećim metlicama. Cvjeta desetak dana nakon listanja, u svibnju. Perutke su međusobno smještene većinom pod pravim kutom, u donjem dijelu trbušasto uzdignute. Kotiledoni su jezičasti, gore zaobljeni, dolje klinoliki s paralelnom uzdužnom nervaturom. 	
Gorski javor je karakteristična vrsta bukovih šuma, a javlja se u svim tipovima bukovih i mješovitih šuma, izvan poplavnih područja, indicirajući u njima vlažnija mjesta. Odgovaraju mu mineralima bogata, srednje vlažna, na trajno mokra, rahla i humusna tla.
Neki izvori spominju preko 500 vrsta.
Tri vrste na popisu su kritično ugroženih, a jedna je invazivna (A. platanoides)
- Acer × freemanii
- Acer pectinatum ssp.forrestii
- Acer nigrum
- Acer nipponicum

### Ugrožene vrste
1. Acer binzayedii Vargas-Rodriguez, Yalma Luisa,  kritično, Jalisco, Meksiko
2. Acer leipoense W.P. Fang & Soong,  kritično, Sichuan, Kina
3. Acer undulatum Pojark. kritično ugrožen, Turska

## Vrste
Rodu zasada pripada 153 priznate vrste (bez fosila i notovrsta).
1. Acer acuminatum Wall. ex D.Don
2. Acer acutum W.P.Fang
3. Acer albopurpurascens Hayata
4. Acer amamiense T.Yamaz.
5. Acer amplum Rehder
6. Acer argutum Maxim.
7. Acer barbinerve Maxim.
8. Acer binzayedii Y.L.Vargas-Rodr.
9. Acer × bornmuelleri Borbás
10. Acer brevipes Gagnep.
11. Acer buergerianum Miq.
12. Acer caesium Wall. ex Brandis
13. Acer calcaratum Gagnep.
14. Acer campbellii Hook.f. & Thomson ex Hiern
15. Acer campestre L.
16. Acer capillipes Maxim.
17. Acer cappadocicum Gled.
18. Acer carpinifolium Siebold & Zucc.
19. Acer caudatifolium Hayata
20. Acer caudatum Wall.
21. Acer chiangdaoense Santisuk
22. Acer chienii Hu & W.C.Cheng
23. Acer chingii Hu
24. Acer chunii W.P.Fang
25. Acer cinerascentiforme Pojark.
26. Acer circinatum Pursh
27. Acer cissifolium (Siebold & Zucc.) K.Koch
28. Acer confertifolium Merr. & F.P.Metcalf
29. Acer cordatum Pax
30. Acer coriaceifolium H.Lév.
31. Acer × coriaceum Bosc ex Tausch.
32. Acer crassum Hu & W.C.Cheng
33. Acer crataegifolium Siebold & Zucc.
34. Acer davidii Franch.
35. Acer diabolicum Blume ex K.Koch
36. Acer distylum Siebold & Zucc.
37. Acer duplicatoserratum Hayata
38. Acer elegantulum W.P.Fang & P.L.Chiu
39. Acer erianthum Schwer.
40. Acer erythranthum Gagnep.
41. Acer fabri Hance
42. Acer fenzelianum Hand.-Mazz.
43. Acer forrestii Diels
44. Acer × freemanii A.E.Murray
45. Acer fulvescens Rehder
46. Acer glabrum Torr.
47. Acer gracilifolium W.P.Fang & C.C.Fu
48. Acer granatense Boiss.
49. Acer grandidentatum Nutt.
50. Acer griseum (Franch.) Pax
51. Acer heldreichii Orph. ex Boiss.
52. Acer henryi Pax
53. Acer hilaense Hu & W.C.Cheng
54. Acer hyrcanum Fisch. & C.A.Mey.
55. Acer insulare Makino
56. Acer iranicum Mohtash. & Rastegar
57. Acer × jakelyanum Rottenst.
58. Acer japonicum Thunb.
59. Acer × koenighoferae Rottenst.
60. Acer komarovii Pojark.
61. Acer kungshanense W.P.Fang & C.Y.Chang
62. Acer kuomeii W.P.Fang & M.Y.Fang
63. Acer kwangnanense Hu & W.C.Cheng
64. Acer kweilinense W.P.Fang & M.Y.Fang
65. Acer laevigatum Wall.
66. Acer laurinum Hassk.
67. Acer laxiflorum Pax
68. Acer leipoense W.P.Fang & Soong
69. Acer leptophyllum W.P.Fang
70. Acer longipes Franch. ex Rehder
71. Acer lucidum F.P.Metcalf
72. Acer lungshengense W.P.Fang & L.C.Hu
73. Acer macrophyllum Pursh
74. Acer mandshuricum Maxim.
75. Acer mapienense W.P.Fang
76. Acer × martini Jord.
77. Acer maximowiczianum Miq.
78. Acer maximowiczii Pax
79. Acer mazandaranicum Amini, H.Zare & Assadi
80. Acer metcalfii Rehder
81. Acer miaoshanicum W.P.Fang
82. Acer micranthum Siebold & Zucc.
83. Acer miyabei Maxim.
84. Acer monspessulanum L.
85. Acer morifolium Koidz.
86. Acer morrisonense Hayata
87. Acer negundo L.
88. Acer nipponicum H.Hara
89. Acer oblongum Wall. ex DC.
90. Acer obtusifolium Sm.
91. Acer okamotoi Nakai
92. Acer oligocarpum W.P.Fang & L.C.Hu
93. Acer oliverianum Pax
94. Acer opalus Mill.
95. Acer orthocampestre G.W.Grimm & Denk
96. Acer paihengii W.P.Fang
97. Acer palmatum Thunb.
98. Acer pauciflorum W.P.Fang
99. Acer paxii Franch.
100. Acer pectinatum Wall. ex Brandis
101. Acer pensylvanicum L.
102. Acer pentaphyllum Diels
103. Acer pentapomicum J.L.Stewart
104. Acer pictum Thunb.
105. Acer pilosum Maxim.
106. Acer pinnatinervium Merr.
107. Acer platanoides L.
108. Acer poliophyllum W.P.Fang & Y.T.Wu
109. Acer pseudoplatanus L.
110. Acer pseudosieboldianum (Pax) Kom.
111. Acer pseudowilsonii Y.S.Chen
112. Acer pubinerve Rehder
113. Acer pubipetiolatum Hu & W.C.Cheng
114. Acer pycnanthum K.Koch
115. Acer × ramosum Schwer.
116. Acer robustum Pax
117. Acer rubrum L.
118. Acer rufinerve Siebold & Zucc.
119. Acer saccharinum L.
120. Acer saccharum Marshall
121. Acer × schwerinii Pax
122. Acer sempervirens L.
123. Acer serrulatum Hayata
124. Acer shangszeense W.P.Fang & Soong
125. Acer shenkanense W.P.Fang ex C.C.Fu
126. Acer shenzhenensis R.H.Miao & X.M.Wang
127. Acer shihweii F.Chun & W.P.Fang
128. Acer shirasawanum Koidz.
129. Acer sieboldianum Miq.
130. Acer sikkimense Miq.
131. Acer sinense Pax
132. Acer sino-oblongum F.P.Metcalf
133. Acer sinopurpurascens W.C.Cheng
134. Acer skutchii Rehder
135. Acer sosnowskyi Doluch.
136. Acer spicatum Lam.
137. Acer stachyophyllum Hiern
138. Acer sterculiaceum Wall.
139. Acer sutchuenense Franch.
140. Acer sycopseoides Chun
141. Acer tataricum L.
142. Acer tegmentosum Maxim.
143. Acer tenellum Pax
144. Acer tenuifolium (Koidz.) Koidz.
145. Acer thomsonii Miq.
146. Acer tibetense W.P.Fang
147. Acer tonkinense Lecomte
148. Acer triflorum Kom.
149. Acer truncatum Bunge
150. Acer tschonoskii Maxim.
151. Acer tsinglingense W.P.Fang & C.C.Hsieh
152. Acer tutcheri Duthie
153. Acer ukurunduense Trautv. & C.A.Mey.
154. Acer undulatum Pojark.
155. Acer × varbossanium (K.Malý) Simonk.
156. Acer velutinum Boiss.
157. Acer wangchii W.P.Fang
158. Acer wardii W.W.Sm.
159. Acer wilsonii Rehder
160. Acer yangbiense Y.S.Chen & Q.E.Yang
161. Acer yinkunii W.P.Fang
162. Acer yui W.P.Fang

- Acer × freemanii
- Acer pectinatum ssp.forrestii
- Acer nigrum
- Acer nipponicum